# Championnat de Syrie de football 1999-2000
Navigation
Saison 1998-1999 Saison 2000-2001
La saison 1999-2000 du Championnat de Syrie de football est la vingt-neuvième édition du championnat de première division en Syrie. Les quatorze meilleurs clubs du pays sont regroupés au sein d'une poule unique où ils s'affrontent deux fois au cours de la saison, à domicile et à l'extérieur. En fin de saison, les deux derniers du classement sont relégués et remplacés par les deux meilleurs clubs de deuxième division.
C'est le club de Jableh SC qui remporte le championnat cette saison, après avoir terminé en tête du classement final avec un seul point d'avance sur un duo composé de Hutteen SC et de Tishreen SC. C'est le quatrième titre de champion de Syrie de l'histoire du club, qui manque le doublé en s'inclinant en finale de la Coupe de Syrie face à Al Jaish Damas.

## Les clubs participants
| - Al Futuwa Deir ez-Zor - Promu de D2 - Al-Karamah SC - Al Ittihad Alep - Jableh SC - Al Wathba Homs - Al Shorta Damas - Al Wahda Damas | - Tishreen SC - Hutteen SC - Al Mouhafaza - Promu de D2 - Al Jihad Damas - Hurriya SC - Al Jaish Damas - Al Majd Damas |

## Compétition

### Classement
Le barème utilisé pour établir le classement est le suivant :
- Victoire : 3 points
- Match nul : 1 point
- Défaite : 0 point

| Rang | Équipe                 | Pts | J  | G  | N  | P  | Bp | Bc | Diff |
| ---- | ---------------------- | --- | -- | -- | -- | -- | -- | -- | ---- |
| 1    | Jableh SC              | 51  | 26 | 15 | 6  | 5  | 34 | 21 | +13  |
| 2    | Hutteen SC             | 50  | 26 | 15 | 5  | 6  | 48 | 21 | +27  |
| 3    | Tishreen SC            | 50  | 26 | 15 | 5  | 6  | 43 | 29 | +14  |
| 4    | Al Jaish DamasTC       | 47  | 26 | 13 | 8  | 5  | 45 | 27 | +18  |
| 5    | Al Wahda Damas         | 46  | 26 | 12 | 10 | 4  | 34 | 23 | +11  |
| 6    | Al Jihad Damas         | 38  | 26 | 10 | 8  | 8  | 40 | 31 | +9   |
| 7    | Al Futuwa Deir ez-ZorP | 35  | 26 | 9  | 8  | 9  | 29 | 26 | +3   |
| 8    | Al-Karamah SC -2       | 34  | 26 | 10 | 6  | 10 | 32 | 26 | +6   |
| 9    | Al Wathba Homs         | 34  | 26 | 10 | 4  | 12 | 48 | 45 | +3   |
| 10   | Al Ittihad Alep -1     | 31  | 26 | 8  | 8  | 10 | 28 | 30 | -2   |
| 11   | Al Shorta Damas        | 27  | 26 | 6  | 9  | 11 | 26 | 34 | -8   |
| 12   | Hurriya SC -3          | 26  | 26 | 7  | 8  | 11 | 31 | 34 | -3   |
| 13   | Al Majd Damas          | 25  | 26 | 7  | 4  | 15 | 28 | 51 | -23  |
| 14   | Al MouhafazaP          | 1   | 26 | 0  | 1  | 25 | 15 | 83 | -68  |

|  | Champion de Syrie 1999-2000                                                           |
|  | Qualification pour la Coupe d'Asie des clubs champions 2000-2001                      |
|  | Qualification pour la Coupe d'Asie des vainqueurs de coupe 2000-2001                  |
|  | Relégation directe en deuxième division                                               |
|  | T : Tenant du titre C : Vainqueur de la Coupe de Syrie P : Promu de deuxième division |

- Les pénalités données aux clubs font suite à des incidents survenus lors de différentes rencontres du championnat.
Le mode de qualification pour les compétitions continentales n'est pas précisé.

## Bilan de la saison
| Championnat de Syrie de football 1999-2000                        |                      |
| Champion                                                          | Jableh SC (4e titre) |
| Coupes et trophées                                                |                      |
| Vainqueur de la Coupe de Syrie 1999-2000                          | Al Jaish Damas       |
| Qualifications continentales                                      |                      |
| Coupe d'Asie des clubs champions 2000-2001                        | Al-Karamah SC        |
| Coupe d'Asie des vainqueurs de coupe 2000-2001                    | Hutteen SC           |
| Promotions et relégations                                         |                      |
| Promus en Syrian League                                           | Al Yaqza             |
| Promus en Syrian League                                           | Al Shorta Alep       |
| Relégués en Championnat de Syrie de football de deuxième division | Al Majd Damas        |
| Relégués en Championnat de Syrie de football de deuxième division | Al Mouhafaza         |